# 崔孝元
崔 孝元（チェ・ヒョウォン、ハングル：최효원、1638年2月23日 - 1672年8月15日）は、朝鮮時代後期の武臣で淑嬪崔氏の実父であり、英祖の母方の祖父である。字は義敬。

## 生涯
彼の家系については詳しく知られていることがない。本貫は海州崔氏とされるが、曾祖父の崔億之・祖父の崔末貞・父の崔泰逸3代について海州崔氏の族譜（系図）に載せられておらず、海州崔氏の始祖である、崔温の子孫か否は不確実である。
死後に議政府左賛成兼義禁府判事に追贈された崔泰逸と平康張氏の息子であり、兄弟姉妹の記録も知ることができない。南陽洪氏洪季男の娘と結婚しており、彼の次女が淑嬪崔氏であった。宣略将軍・行忠武衛副司果を務めた。
1672年35歳で死亡した。死後の1734年2月英祖によって大匡輔国崇禄大夫・議政府領議政に追贈された。
墓地はソウル特別市恩平区津寛洞山85番地にあり、彼の墓の周辺には、孫の崔壽崗・岳父の洪季男・岳父の兄弟の洪季雄一家の墓地が近郊にある。父の崔泰逸と祖父の崔末貞の墓地は恩平区仏光洞101番地にある。

## 家系
- 曾祖父：崔億之
- 曾祖母：未詳
- 祖父：崔末貞（生没年不詳）- 生前官職は通政大夫、吏曹判書兼義禁府府事に追贈
- 祖母：未詳
- 父：崔泰逸（生没年不詳）- 生前官職は通政大夫、議政府左賛成兼義禁府判事に追贈
- 外祖父：張遠（生没年不詳）- 通徳郎歴任
- 外祖母：未詳
- 母：平康張氏
- 岳父：洪季男（あるいは洪啓男、1602年〜？、本貫は南陽洪氏）- 左賛成に追贈[2]
- 岳母：金氏
- 妻：南陽洪氏（1639年10月17日〜1673年12月18日、洪季男の娘）- 貞敬夫人に追贈
- 長女：崔氏　- ソ・ソチョン正室
  - 孫娘：徐氏　- イ・ヒョンニョン正室
- 次女：和敬淑嬪崔氏（1670〜1718）- 粛宗の後宮
  - 外孫：英祖（1694〜1776、在位：1724〜1776）- 朝鮮第21代王
- 息子：崔垕（万戸務め）
  - 嫁：安氏- 通政大夫安ジュンヨウンの娘
  - 孫：崔壽崗（？〜1749年12月21日）- 武科に及第
  - 孫娘：崔氏　- チョ・テハン正室、1男3女を儲けた
  - 義理：安ジュンヨウン　- 通政大夫歴任